# 존 그리스
존 그라이스(Jon Gries, 영어 발음: /ɡraɪz/, 1957년 6월 17일 ~ )는 미국의 배우이다.

## 출연 작품
- 머니 게임 - 월스트리트 (2017)
- 올 어바웃 더 머니 (2017)
- 듀란트 네버 클로즈 (2016)
- 액스 머더스 오브 빌리스카 (2016)
- 인천상륙작전 : 익스텐디드 에디션(확장판) (2016)
- 인천상륙작전 (2016)
- 폴슬리 어큐즈드 (2015)
- 패스 더 라이트 (2015)
- 테이큰 3 (2015)
- 엔드게임 (2014)
- 폴츠 (2014)
- 더 라스트: 지구 최후의 날 (2014)
- 로커 13 (2014)
- 이터니티: 더 무비 (2014)
- 어 트루 스토리 (2013)
- 배드 턴 워스 (2013)
- 스킨워커 랜치 (2013)
- 유니콘 시티 (2012)
- 바이론 테마 (2012)
- 눕즈 (2012)
- 테이큰 2 (2012)
- 포 로빙 더 데드 (2011)
- 딥 인 더 하트 (2011)
- 파이브 타임 챔피언 (2011)
- 내추럴 셀렉션 (2011)
- 굿 인텐션스 (2010)
- 크레이지 온더 아웃사이드 (2010)
- 엘스웨어 (2009)
- 소 롱 지미 (2008)
- 어라운드 준 (2008)
- 테이큰 (2008)
- 더 컴백스 (2007)
- 애스트로넛 파머 (2007)
- 아메리칸 패스타임 (2007)
- 바 스타즈 (2007)
- 새스콰치 갱 (2006)
- 셉템버 돈 (2006)
- 스틱 잇 (2006)
- 슬레지: 디 언톨드 스토리 (2005)
- 나폴레옹 다이너마이트 (2004)
- 빅 엠프티 (2003)
- 노스포크 (2003)
- 스노우 워커 (2003)
- 웰컴 투 더 정글 (2003)
- 카니발 (2003)
- 잭팟(영어판) (2001)
- 트윈 폴스 아이다호 (1999)
- 무단 침입 (1997)
- 맨 인 블랙 (1997)
- 실종 (1996)
- 겟 쇼티 (1995)
- 굿바이 마마 (1993)
- 글래시스 건맨 (1992)
- 연인의 표적 (1991)
- 분노의 선택 (1990)
- 그리프터스 (1990)
- 나를 두번 죽여라 (1989)
- 악마 군단 (1987)
- 필사의 도주 (1986)
- 21세기 두뇌 게임 (1985)
- 조이스틱스 (1983)
- 청춘 고백 (1983)
- 청춘 낙서 2 (1979)

### 텔레비전
- 광속인간 샘 (1991)
- L.A. 로 (1992)
- 베벌리힐스 아이들 (1994)
- 엑스파일 (1994)
- 시카고 메디컬 (1995)
- 사인펠드 (1995, 1998)
- 프리텐더 제로드 (1996-2000)
- ER (2001)
- 24 (2002)
- 라스베가스 (2004)
- 로스트 (2007-10)
- CSI: 뉴욕 (2008)
- 콜드 케이스 (2010)
- 선스 오브 아나키 (2010)
- 사이크 (2010)
- 니키타 (2010)
- 수퍼내추럴 (2010)
- 하와이 파이브-0 (2011)
- 더 브릿지: 조각 살인마 (2013-14)
- 크리미널 마인드 (2014)
- 화이트 로투스 (2021-현재)